# Reute (Bade-Wurtemberg)
Pour les articles homonymes, voir Reute.
Reute est une commune de Bade-Wurtemberg (Allemagne), située dans l'arrondissement d'Emmendingen, dans le district de Fribourg-en-Brisgau.

## Jumelage
- Walthersdorf (Crottendorf) (Allemagne)